# Leptoclinides planus
Leptoclinides planus is een zakpijpensoort uit de familie van de Didemnidae. De wetenschappelijke naam van de soort werd in 2010 voor het eerst geldig gepubliceerd door Françoise Monniot.